# Gerrit Gesinus Loggers
Gerrit Gesinus Loggers (Zwolle, 16 november 1900 – Epe, 20 april 1978) was een Nederlands gemeenteambtenaar en bestuurder. Van 1934 tot 1965, met een onderbreking tijdens de Tweede Wereldoorlog, was hij burgemeester in drie Noordhollandse gemeenten. 
Rond 1916 werd hij volontair bij de gemeentesecretarie van Elburg. Daarna werkte hij bij de gemeentesecretarieën van Zwolle en Gramsbergen voor hij in dienst trad bij de gemeente Zandvoort waar hij werkzaam was in de rang van commies. Begin 1924 volgde hij R.H. Bulten op als gemeentesecretaris van Beusichem. Vijf jaar later volgde zijn benoeming tot gemeentesecretaris van Barsingerhorn. Vanaf 1934 was Loggers de burgemeester van die gemeente en in 1941 volgde zijn benoeming tot burgemeester van Wieringermeer. Een jaar later werd hij ontslagen en vervangen door een NSB'er. In mei 1945 keerde Loggers terug in zijn oude functie en daarnaast was hij ook nog enige tijd waarnemend burgemeester van Abbekerk. Van 1954 tot zijn pensionering eind 1965 was hij de burgemeester van Aalsmeer. Daarna verhuisde Loggers naar Epe waar hij in 1978 op 77-jarige leeftijd overleed.
Zijn tweelingbroer Tijmen Jan Loggers was architect en hun jongere broer Amelius Loggers was burgemeester van Wormer.

## Onderscheidingen
- Ridder in de Orde van Oranje Nassau (1953);
- Officier in de Orde van de Ster van Afrika (Liberia) (1956);
- Officier in de Orde van Oranje Nassau (bevordering, 1965).